# Ptychadena obscura
Espèce
Synonymes
- Rana obscura Schmidt & Inger, 1959

Statut de conservation UICN

 LC  : Préoccupation mineure
Ptychadena obscura est une espèce d'amphibiens de la famille des Ptychadenidae.

## Répartition
Cette espèce est endémique du centre-Sud de l'Afrique. Elle se rencontre au-dessus de 750 m d'altitude, :
- dans le sud de la République démocratique du Congo dans la province du Katanga ;
- en Zambie.

## Publication originale
- Schmidt & Inger, 1959 : Amphibians exclusive of the genera Afrixalus and Hyperolius. Exploration du Parc National de l'Upemba. Mission G.F. de Witte, en Collaboration avec W. Adam et al. (1946-1949), Bruxelles, vol. 56, p. 1-264.